# 電源地域振興センター
一般財団法人電源地域振興センター（でんげんちいきしんこうセンター）は、元経済産業省所管の財団法人。

## 概要
- 設立：1990年7月1日
- 所在地：東京都中央区日本橋堀留町二丁目3番3号 堀留中央ビル7階
- 基本財産：10億円
- 会長：八木誠
- 理事長：新欣樹

## 事業
建設準備中・工事中・運転中の発電所などが所在する市町村とその周辺の市町村は「電源地域」「電気のふるさと」と呼ばれており、「電源地域の産業振興や人材の育成をはじめ、さまざまなソフト事業を総合的に実施することにより、『電気のふるさと』の活性化をお手伝い」することとされる。
国の委託等により、電源過疎地域や原子力発電施設周辺地域への企業立地促進補助金についての案件審査、原子力立地給付金交付事業など、いわゆる電源三法交付金事業も行っている。

## 批判
2002年、電力会社が作成した原発立地給付金の受け取り拒否者リストを地方自治体に提供していたことが明らかとなり、原発推進のために住民の思想調査にまで手を貸したと問題になった。また、2011年5月25日の衆議院内閣委員会で、設立以来ののべ4代の理事長全員が経済産業省幹部出身者であることが指摘され、天下り指定席になっている、と批判された。